# M/F Copenhagen
M/F Copenhagen er en passager- og Ro-Pax færge, der blev bygget på Fayard ved Odense, og afleveret til Scandlines i 2016. Dens søsterskib er M/F Berlin som sejler på samme Gedser-Rostock færgerute.

## Historie

### Byggeri
Den 26. marts 2010 offentliggjorde Scandlines, at man havde indgået kontrakt med det tyske skibsværft P+S Volkswerft i Stralsund om bygning og levering af to nye færger til Gedser-Rostock ruten i 2012, hvor de skulle afløse de nuværende færger på overfarten Kronprins Frederik og Prins Joachim.
Køllægningen af begge færger fandt sted 28.juni 2010. Under byggearbejdet blev det offentliggjort, at færgerne skulle døbes Berlin og Copenhagen. Den 4.april 2012 blev Copenhagen søsat på P+S Volkswerft i Stralsund.
Færdiggørelsen af færgerne var planlagt til foråret 2012, men tidspunktet blev flere gange skubbet, da byggeriet gav tekniske vanskeligheder. Scandlines satte derfor klassifikationselskabet Lloyd's Register på opgaven for at finde ud af årsagen til forsinkelsen. Da det viste sig, at færgerne var blevet tungere end kontraktspecifikationen lød på, opsagde Scandlines derfor byggekontrakten med det tyske værft 27. november 2012.
Den 31.januar 2014 købte Scandlines begge færger fri af det insolvente tyske skibsværft for 31,6 millioner Euro ud af en kontraktprisen på 184 millioner Euro, og ville derefter finde et andet værft der ville påtage sig opgaven med ombygningen.

### Ombygning
Efter at have sonderet markedet for skibsværfter udsendte Scandlines en pressemeddelelse i foråret 2014 om, at man havde indgået en hensigtsaftale med det tyske skibsværft Blohm+Voss i Hamburg om at lade dem stå for ombygningen af Berlin og Copenhagen, således at de kunne afleveres til Scandlines i løbet af et år. I maj måned 2014 blev Berlin bugseret til Hamburg med slæbebåde, og kort tid efter fulgte søsterskibet Copenhagen.
I juli måned udsendte Scandlines en ny pressemeddelelse hvori det blev offentliggjort, at skibsværftet Fayard A/S, der var rykket ind på det tidligere A.P. Møller-Mærsk ejet Lindøværft, havde vundet opgaven med ombygningen af Berlin og Copenhagen. Kort tid efter blev Berlin og Copenhagen bugeseret fra Hamburg til Odense, hvor ombygningsarbejdet straks gik i gang.
Ombygningen af Berlin og Copenhagen er meget omfattende og indeholder blandt andet følgende arbejder:
- De øverste dæk (dæk 8 og 9) blev fjernet helt sammen med skorstenen. Størstedelen af dæk 7 inkl. broen blev fjernet – dæk 7 blev forkortet med 10-15 meter. Vægten er reduceret med 2.000 tons stål.
- Nyt og mindre dæk 8 med skorsten og bro i aluminium og helikopterlandingsplads er blevet bygget op, samt master osv. med alt nødvendigt udstyr monteret. Samlet stålforbrug på 1.300 tons.
- Hoveddieselgeneratoren er fjernet
- Scandlines’ batterihybridsystem : 4,5 MW effekt og 1,5 MWh energi[1] (20 minutter drift)
- Scrubber, der renser udledningsgasser som svovl og partikler med mindst 90 %, er installeret i skorstenen.
- Nyt interiør og tekniske installationer er monteret på dæk 7 og 8, så vidt muligt i letvægtsmaterialer.
- Nyt varme-, ventilations- og airconditionanlæg er under installering.
- Hele kabelføringen rettet og skiftet, da det tyske værft havde blandet strømkablerne sammen med signalkablerne.

I begyndelsen af december 2014 blev den nye kommandobro monteret på Berlin, og i midten af januar 2015 fulgte montagen af den nye kommandobro på Copenhagen.
Skorstene blev monteret i februar 2015, hvorefter begge færger blev doksat i Dok 3 frem mod begyndelsen af maj 2015 for blandet andet følgende arbejder:
- Udvendig maling af skibene, og navnene Berlin og Copenhagen er blevet optegnet sammen med Scandlines- og hybridlogo.
- Kontrol af Centerpropeller, azipul-thrustere, ror og bovpropeller.
- Eftersyn, rensning og maling af undervandsskroget, ballasttanke samt afprøvning af alle søventiler.
- Overhaling og/eller udskiftning af eltavlerne.
- På passagerdækkene er færdiggørelsen af restaurant, cafeteria, forretninger og siddeområder næsten afsluttet.

Dokarbejdet blev afsluttet 1.maj, hvorefter Berlin sammen med Copenhagen blev uddokket til udrustningskajen, hvor arbejdet med færdiggørelsen af begge færger fortsætter. Her skal al aptering til bl.a. restaurant, café og Travel Shop monteres.
Scandlines og Fayard A/S har været forsigtige med meldinger om forventet levering af Berlin og Copenhagen. Med seneste pressemeddelelse fra Scandlines, er Copenhagen klar til aflevering i løbet af 2016. Årsagen til de ændrede leveringsmåneder, skyldes forsinkelse i færdiggørelsen af både Berlin og Copenhagen.
Færgen fik i maj 2020 påsat en 30 meter høj og 5 meter tyk Flettner-rotor som udnytter vindens Magnus-effekt på rotoren til at drive skibet frem og mindske brændstofforbrug. Rotorsejlet er automatisk, og roterer op til 180 omdrejninger i minuttet, afhængigt af vindforholdene. I stærk sidevind kan sejlet yde 3 MW fremdrift. Når skibet er i havn, roterer sejlet med 3 omdrejninger i minuttet for at beskytte lejerne mod stilstand. Sejlet reducerer CO2-udledningen med 5% i gennemsnit, og op til 20% i god vind. Søsterfærgen M/F Berlin fik et sejl magen til i maj 2022.

### Idriftsættelse
Scandlines forventede at Copenhagen var klar til indsættelse i løbet af 2016 på Gedser-Rostock, hvor færgen skal erstatte M/F Kronprins Frederik, der fremover skal bruges som reservefærge på både Rødby-Puttgarden og Gedser-Rostock.

## Billeder
Billeder fra ombygningen af Berlin og Copenhagen findes som højopløselige billeder på Billeder & Videoer Arkiveret 16. maj 2015 hos  Wayback Machine